# Terrazzo (comune)
Terrazzo (Teràsso o Teràzo in veneto) è un comune italiano di 2 183 abitanti della provincia di Verona in Veneto.

## Geografia fisica
Terrazzo dista circa 50 chilometri da Verona ed è situato nella parte sud-est della provincia di Verona, al confine con la provincia di Padova (comuni di Merlara e Castelbaldo). È lambito dal fiume Adige nella parte meridionale, e lungo il fiume sorgono le due frazioni comunali: Begosso e Nichesola. Il fiume è superato (dal 2008) da un ponte che collega Terrazzo alla sponda destra, riducendo molto la distanza con i due comuni contigui di Villa Bartolomea e di Castagnaro, anch'essi posti all'estremo sud della provincia di Verona e da sempre in rapporti con Terrazzo (fino a cinquant'anni erano raggiungibili attraverso traghetti posti in prossimità delle due frazioni). Anche il centro del paese è attraversato da un altro corso d'acqua minore, il Terrazzo, che divide in due il centro urbano (oggi ha solo funzioni irrigue, è regolato da un sistema di chiuse, ma in passato era utilizzato anche per trasporto di merci su piccole chiatte).

## Origini del nome
L'etimologia del toponimo non è ancora del tutto chiara. L'ipotesi più accreditata è quella che associa il nome del comune al termine derivante dall'antica lingua veneta di "torazo", nel senso di torrione, bastione (il paese è citato in un documento ecclesiastico del 1145 come Turracii). La torre corrisponderebbe ad una fortificazione costruita attorno al XII secolo presente in una storica villa del paese.

## Storia

### La Preistoria
In quest'area era presente una popolazione numerosa, stabile ed organizzata in abitati nell'ultimo periodo dell'Età del bronzo (all'incirca tra il 1400 e 1200 a.C.), ma presenze più antiche arrivano sino al 1600 a.C. La comunità fu stimata intorno alle 300-400 persone. I ritrovamenti più importanti sono stati fatti presso via Brazzetto durante la costruzione delle scuole elementari (anni Novanta). È da sottolineare la presenza di un ecosistema discretamente diverso: l'elemento più importante era l'assenza del corso d'acqua. L'Adige infatti modificò il suo percorso ed inizio a scorrere a Terrazzo dall'Alto Medioevo, in seguito alla rotta della Cucca.

### La storia
In epoca romana la zona non era attraversata se non da strade minori, che comunicavano tuttavia con le vie Postumia e Annia (la prima a nord, la seconda ad est), e aveva come probabile punto di riferimento Montagnana. Con la rotta della Cucca (17 ottobre 589) si modificò in maniera molto negativa l'assetto dell'area corrispondente all'attuale Bassa Veronese, passando da una zona di terre fertili e sicure da inondazioni, ad una situazione di equilibri precari; nel tempo di stabilizzazione del nuovo alveo dell'Adige il territorio fu soggetto ad abbandono in seguito alla creazione di una grande ed instabile palude sino al X secolo. Pochi centri abitati rimasero stabili e solo dopo 300-400 anni il territorio assunse un aspetto simile all'attuale. La maggior stabilità del corso dell'Adige permise in seguito di inaugurare lavori di bonifica e difesa efficaci, dopo un periodo terribile per la zona, dove i problemi del nuovo fiume si sommarono all'instabilità politica nata dalla caduta dell'Impero romano d'Occidente, con le conseguenze di scorrerie di nuovi e vecchi barbari.
Bovosio (Begosso) appare nei documenti la prima volta nel 932 in una donazione del diacono di Verona al Capitolo della Cattedrale. Il paese fece parte delle dodici ville che versavano le decime alla pieve di San Pietro in Tillida, attualmente conosciuta come San Pietro in Cantalovo, a Bevilacqua. In quei tempi era una pieve veronese importante, ora appare nelle bibliografie ad esempio del sistema delle decime, che permetteva la sopravvivenza di chiese che non avevano territori propri.
Nichesola prese il nome da una famiglia nobile che sin dal X secolo possedeva i terreni della zona.
Il paese attuale di Terrazzo risale al XII secolo e nel 1234, durante l'azione di Ezzelino III da Romano contro Legnago, fu teatro di scontri per il controllo del fortilizio (di cui oggi rimane la Torre). Nel 1630 la zona fu duramente colpita dalla peste, portata da soldati olandesi di stanza a Mantova. La bassa veronese fu colpita in modo ancor più grave per la concomitante carestia che costringeva la gente a nutrirsi senza troppe protezioni.
Nel XVII secolo era attivo a Begosso un porto attrezzato per l'attracco di barconi per il trasporto della ghiaia e un traghetto per le merci molto attivo. Nel 1813, le ragioni sconosciute si possono ipotizzare, le truppe austriache distrussero il porto e il traghetto fu limitato. Il sistema precedente si sostituì con un piccolo traghetto soprannominato la Finanza, comunque molto utile, stante la lunga distanza (12 km) altrimenti da percorrere per raggiungere i confinanti comuni veronesi di Villa Bartolomea e Castagnaro utilizzando il ponte di Legnago.
Fin dal XVIII secolo la via d'acqua che attraversa il centro abitato prese il nome di Terrazzo. Ha un corso di 24 chilometri, da Bonavigo a Merlara, dove si getta nel fiume Fratta; oggi serve come canale di controllo delle acque e come fonte per l'irrigazione, mentre in passato era sfruttato anche per il trasporto a mezzo di chiatte. È regolato da un sistema di chiuse.

### Simboli
Nello stemma che rappresenta il comune, compare l'elemento che da sempre è legato a Terrazzo e al suo nome, la torre. Essa appare merlata, dorata e murata di nero, compresa in uno scudo dallo sfondo rosso arricchito dalla corona di comune nella parte superiore e da due ramoscelli, uno di alloro, l'altro di quercia in quella inferiore.

## Monumenti e luoghi d'interesse

### Architetture religiose

#### Parrocchiale di San Paolo - XI secolo

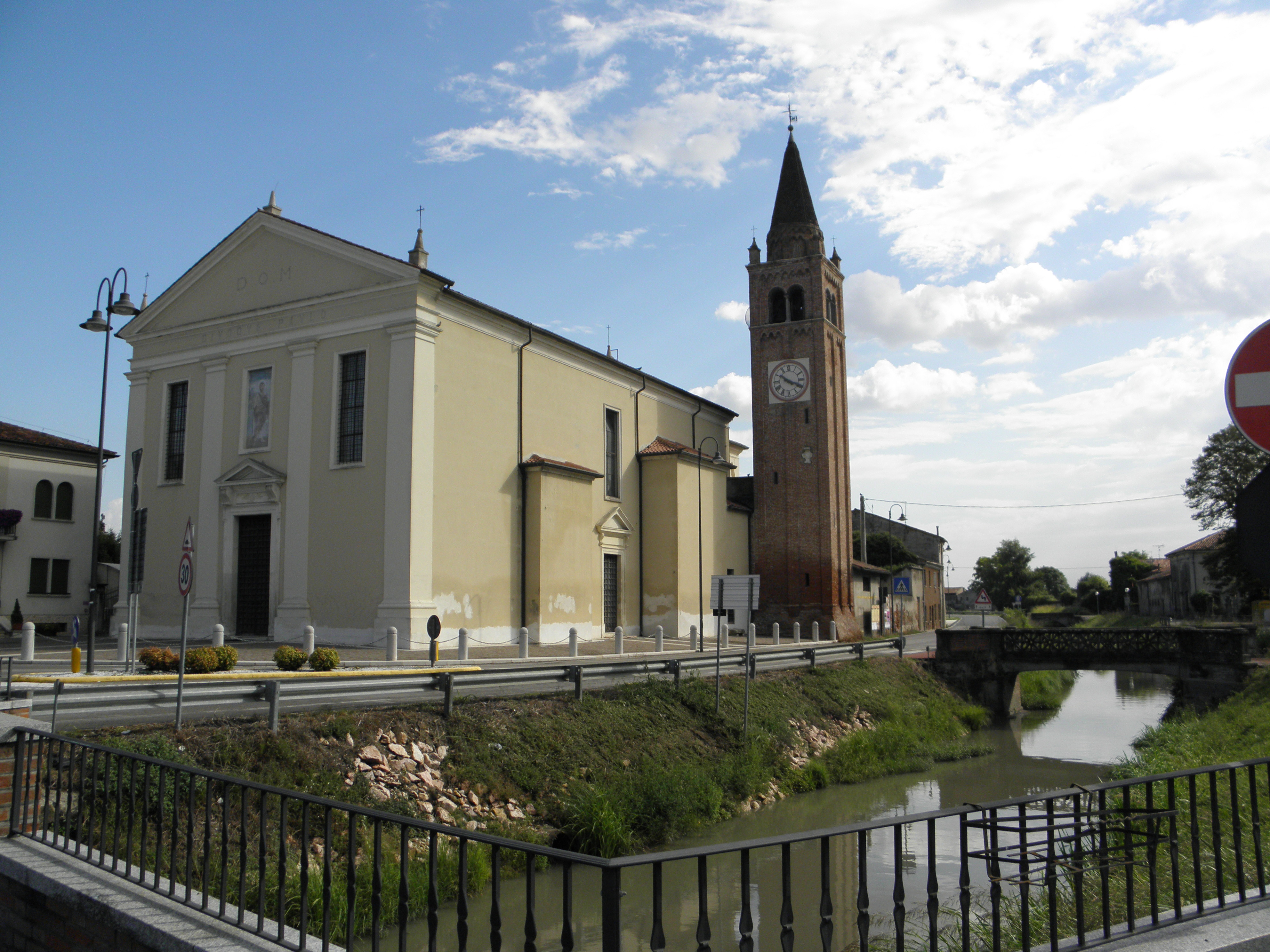
Chiesa parrocchiale di San Paolo; sulla destra il ponte pedonale che la collega al parco e a Villa Adele-Brizzi.

La chiesa di Terrazzo è di origine molto antica e lo conferma la presenza del campanile risalente al 1100. In facciata è riportata una scritta a San Paolo e sempre al patrono è dedicata l'immagine impressa sulla bandierina presente sulla sommità. Il campanile, posto a destra del tempio, riporta un antico stemma nobiliare ed è dotato di una croce in ferro battuto di recente realizzazione; la cella campanaria ospita un concerto di 6 campane in scala Re maggiore, opera della ditta Cavadini. All'interno l'aula si presenta ad unica navata con soffitto a cassettoni. La vetrata dell'abside è novecentesca e rappresenta la conversione di San Paolo; l'arco che separa il presbiterio dalla navata è databile al XVII secolo. Ai lati dell'altare si trovano due tele raffiguranti Sant'Antonio da Padova con il Bambino Gesù (a sinistra) e San Bovo (sotto al quale è riportata l'immagine della chiesa parrocchiale) a cavallo con il cardinale Carlo Borromeo assieme a Sant'Apollonia (che regge una tenaglia ed un dente) e alla Madonna (tela a destra). Sulla cantoria in controfacciata è collocato un organo risalente al 1753, oggi non funzionante e sostituito nel servizio liturgico da un altro, posto in abside. La chiesa è dotata di cinque altari laterali: i due di sinistra sono dedicati alla Madonna Addolorata, ottocentesco, e al Crocifisso (un tempo votato a San Rocco e San Sebastiano),del 1690; a destra invece gli altari a Sant'Antonio (dove un tempo si trovava il fonte battesimale), all'Immacolata Concezione (risalente al 1790) e al Sacro Cuore di Gesù. L'altare maggiore è del 1741.

#### Parrocchiale di San Lorenzo Martire - XIX secolo
La nuova chiesa parrocchiale di Begosso venne costruita tra il 1845 e il 1856 su una preesistente del Cinquecento che già era eretta su una risalente all'XI secolo. Sulla facciata spicca un grande mosaico realizzato nel 1951 e situato sopra il portale d'ingresso tra due delle quattro colonne che sorreggono il timpano dotato di cornice sporgente. Ai lati della raffigurazione musiva sono scavate due nicchie vuote. Il campanile risale al 1912 e sorge staccato dalla chiesa. È dotato di cupola ottagonale che sovrasta la cella campanaria e l'orologio. All'interno dalla chiesa si trova una preziosa tela raffigurante il martirio di San Lorenzo e una pittura a olio che rappresenta i santi Sebastiano, Cristoforo e al centro Lorenzo Martire. È curioso notare che, in occasione del restauro del 1845/46, l'ingresso della chiesa fu spostato nella sede attuale, mentre in precedenza si trovava sul lato opposto, come si vede anche dalla stessa struttura della chiesa.

#### Parrocchiale di San Pietro Celestino - XII secolo
È la chiesa di Nichesola e risale al 1330. Nel tempo venne ruotata di 180 gradi per esigenze di posizione geografica del centro della frazione. La facciata a capanna è molto semplice ed è delimitata dal campanile sul lato sinistro. Al centro è appesa una croce molto lavorata. Sempre sul fronte della chiesa è presente un portico a tre archi con l'arco di fronte alla porta d'ingresso più ampio e inserito in una piccola facciata a capanna. Al suo interno sono presenti opere di importante valore: oltre all'altare Maggiore, fiancheggiato da due statue in marmo, sono presenti un fonte battesimale del Cinquecento in marmo rosso ed un crocifisso del 1720. Sono visibili sul lato destro della chiesa affreschi risalenti al 1748, scoperti nel 1947 e nel 1980 in occasione di alcuni restauri, mentre sul muro opposto è dipinto un viso di un angelo, fatto risalire per le tecniche di disegno al Trecento, secolo di costruzione della chiesa. Altri elementi di abbellimento sono il soffitto del presbiterio a cassettoni decorati e un affresco di metà Novecento impresso sulla parete dell'abside. Sulla cantoria in controfacciata è presente un organo settecentesco a trasmissione meccanica, tuttora funzionante.

### Ville

#### Villa Fascinato

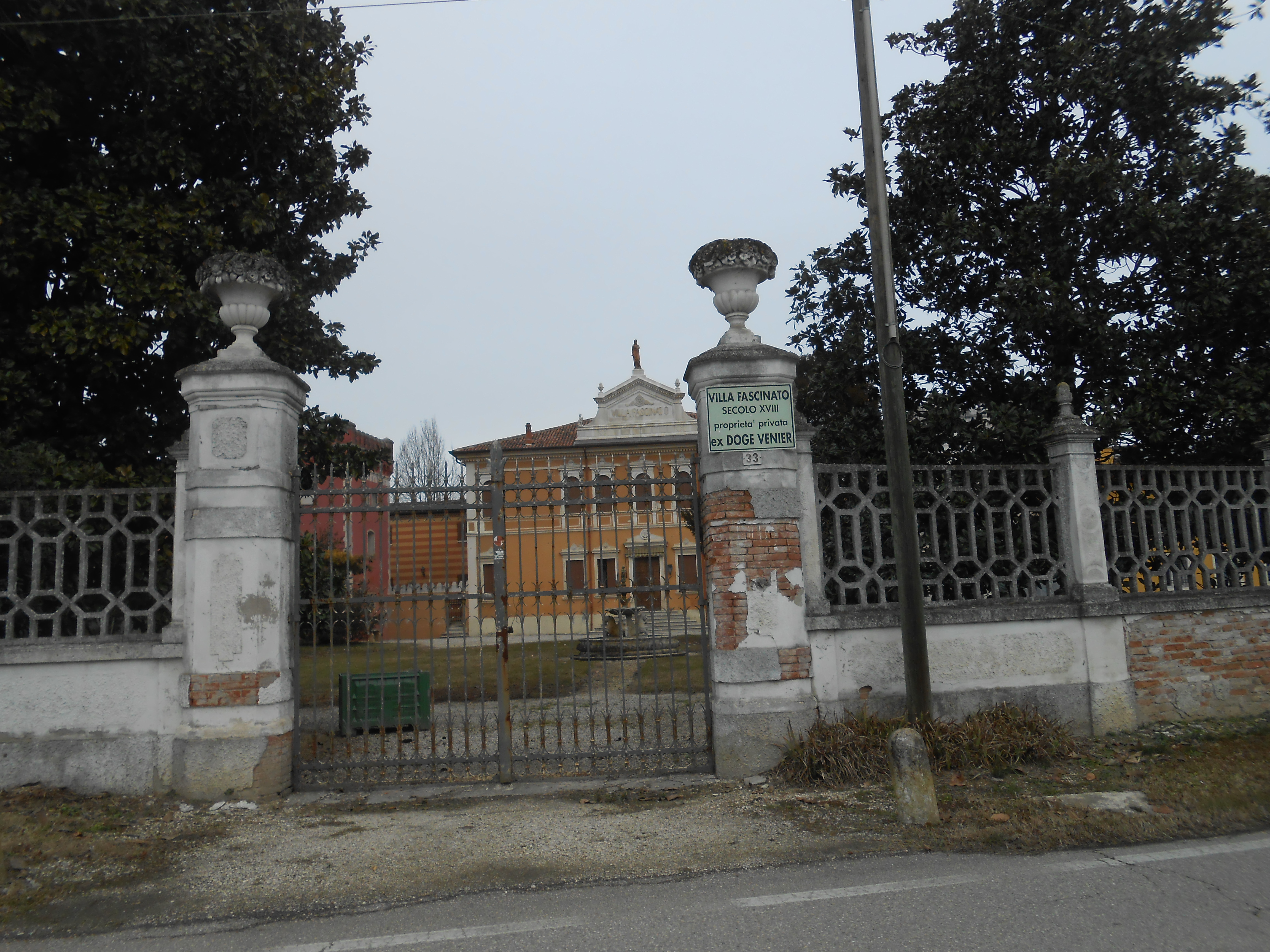
Villa Fascinato

Il complesso sorge nella parte ovest del territorio, sulla strada per Legnago, e risale al XV secolo. Prende il nome dalla famiglia che l'ha posseduta dal 1867, ereditandola dalla ricca famiglia dei Bevilacqua-Lazise, al 1996 quando venne venduta alla famiglia Chiari di Legnago (in precedenza fino alla metà del Seicento era appartenuta alla potente famiglia dei Nichesola). La villa costruita nel corso del Cinquecento ha caratteristiche che risalgono anche ad un paio di secoli prima. Si può pensare che la villa e gli edifici annessi un tempo facessero parte di un sistema difensivo adottato contro i Carraresi, signori di Padova, che avevano nelle vicine Montagnana e Castelbaldo due punti di forza. Villa Fascinato si presenta su due piani (il secondo costruito nel 1630) ed è dotata di quattro torri. La facciata è abbellita da decorazioni floreali sulle grondaie, da tante altre decorazioni attorno a finestre e porte e da un timpano con impresso il nome della famiglia Fascinato. L'interno della villa è di particolare importanza artistica: compaiono infatti molti affreschi e decori nelle stanze, dotate quasi tutte di camino, e raffinati materiali di costruzione. La villa è sita all'interno di un parco, nel quale è presente un magnifico pozzo quattrocentesco e un oratorio risalente al 1884 dedicato a San Carlo Borromeo, eretto per volere di Carlotta Fascinato, l'allora proprietaria. Al suo interno oggi possiamo trovare solo poche delle opere che un tempo abbellivano la chiesetta: le più importanti sono un affresco raffigurante Carlo Borromeo e una Via Crucis impressa sul soffitto, oltre che all'altare.

#### Corte Bottagisio-Nani Mocenigo quindi Graziani-Pesarin
La villa quattrocentesca è inserita all'interno di un complesso al quale appartengono anche rustici, aia e barchesse oltre alla torre medioevale; tutt'intorno è circondata da un muro in cotto. La casa patronale conserva un loggiato a volta a botte e comprende molte stanze al suo interno, date le dimensioni della struttura. Si affaccia sul fiume Terrazzo, sul quale possiede anche un ponte abbellito dalla presenza una pianta secolare.

#### Ca’ Nogarola
Ca’ Nogarola, edificio del XV secolo-XVI secolo, attualmente è utilizzato come scuola dell’infanzia paritaria. La struttura si differenzia dalle altre ville poiché presenta una loggia su due ordini appoggiate su colonne bugnate. All'interno mantiene comunque il disegno dell'antica casa veneta: sono infatti presenti due saloni disposti centralmente al piano di appartenenza che conduce alle stanze laterali, all'ultimo piano la rimessa. Inoltre l'edificio è dotato di un grande parco antistante e retrostante.

#### Villa Adele-Brizzi (Municipio)

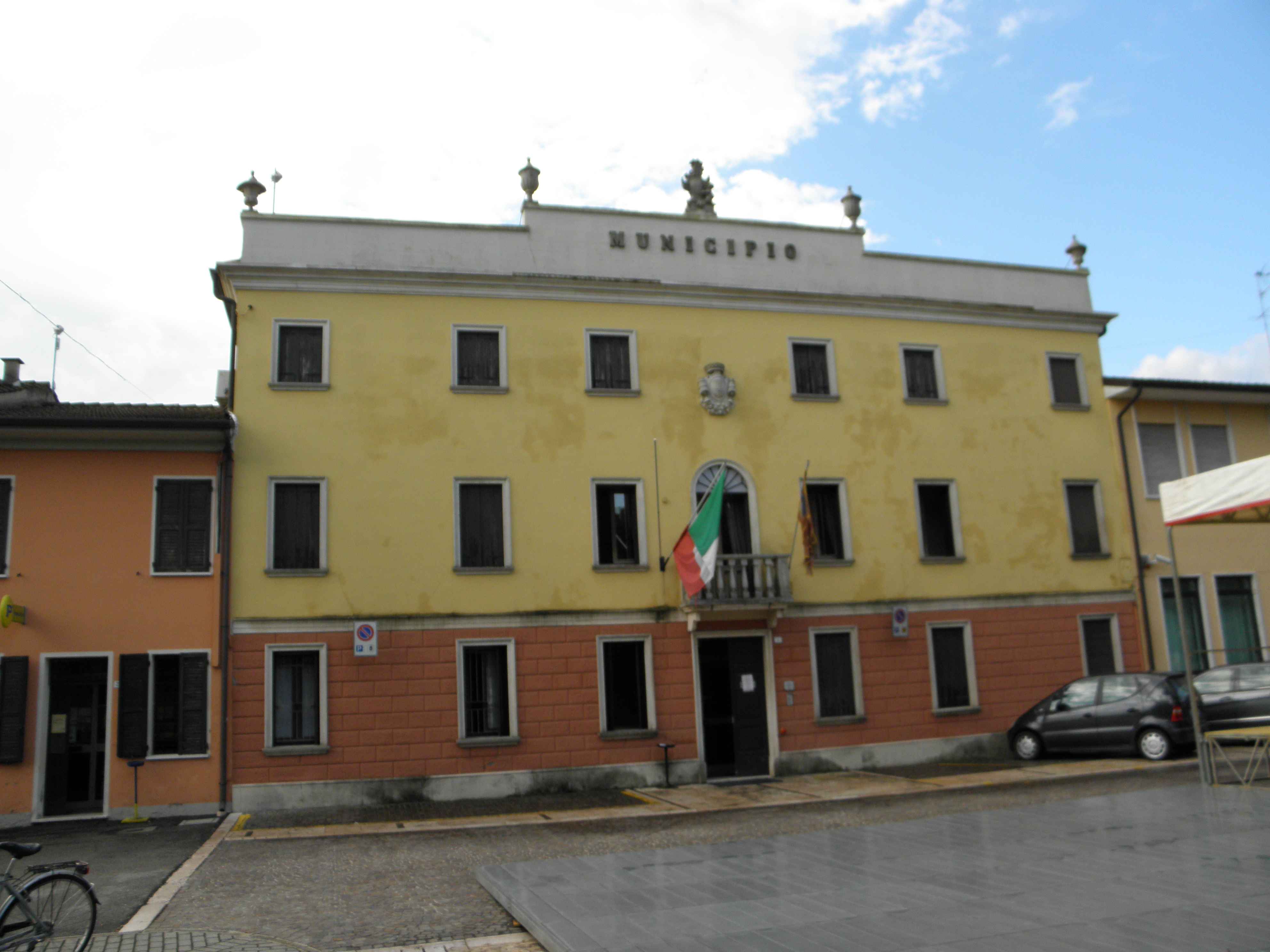
Villa Adele-Brizzi.

La villa, eretta nel XVII secolo, era in passato di proprietà dei conti Brizzi che nel territorio avevano svariati possedimenti. Annesso alla villa vi era il grande parco antistante, ora giardino comunale e pubblico, nel quale sorgevano anche una ghiacciaia ed un'area dedicata ai cavalli, ed era collegato all'attracco delle chiatte sul fiume Terrazzo e alla chiesa di San Paolo attraverso un ponticello. L'edificio, acquisito dal comune nel 1921, è stato adibito a sede municipale. La facciata della villa è arricchita dal bel portale d'ingresso, da un piccolo balcone balaustrato, oltre che da vasi e statue che la sovrastano. All'interno sono poco visibili gli affreschi che un tempo adornavano le sale e i cassettoni del soffitto. Un tempo la villa era affiancata da altri edifici, andati distrutti nel tempo.

#### Corte Baldisserotto
Si trova nella frazione di Nichesola, e risale al Seicento. Si presume che un tempo la proprietà appartenesse alla potente famiglia nobiliare dei Nichesola. La villa è costruita su un altro edificio di origine molto antica e presenta una struttura con annessi altri fabbricati, tipico delle antiche corti rurali. L'edificio è ben conservato e presenta cornici in marcapiano. Al piano terra è presente un arco in mattoni sovrastato dal balcone balaustrato del piano nobiliare, al quale si accede da una porta sempre ad arco. Il secondo piano era, come in tutte le ville di campagna della zona, utilizzato come deposito di materiale o granaio. Una particolarità della villa è che sulla copertura spunta un abbaino che serviva a dar luce ed aria proprio al piano della rimessa.

#### Villa Cucina-Ferri
Risale all'incirca al XVII secolo. Fino a qualche tempo fa la villa possedeva un magnifico giardino, un attracco privato lungo il fiume Terrazzo e un cunicolo segreto che conduceva alla vicina torre medioevale. Fu fondata nel Cinquecento dalla nobile famiglia veneziana dei Cucina, che a Terrazzo si adoperarono varie volte nella conservazione e per la manutenzione del fiume antistante la villa. La facciata conserva ancora l'antico balcone in ferro battuto e, sul tetto, un campanile a vela che serviva a richiamare a raccolta i contadini che lavoravano nelle estese proprietà della villa. Nel lato meridionale la villa presenta tre piani; i primi due hanno tre aperture molto vicine tra loro e centrali, mentre il secondo ed ultimo piano è impreziosito da due finestre in stile veneziano. Oggi l'edificio versa in stato di abbandono.

#### Villa Degani-Ghezzo Tardivo
La struttura della casa è tipica delle ville venete del Seicento, epoca alla quale appartiene la costruzione di questo edificio. La facciata è arricchita da preziose lavorazioni, tra le quali un balcone in ferro battuto e al secondo piano, una finestra ad arco sovrastata da un timpano che sorregge tre pinnacoli. All'interno la villa conserva una parte degli affreschi che un tempo la abbellivano; sono inoltre conservati molti oggetti preziosi e una discreta pinacoteca.

#### Villa Tomelleri-Degani
La villa, che rispecchia le caratteristiche della dimora veneta seicentesca, è arricchita di preziose lavorazioni. Oltre ai portali in tufo e ai balconcini, all'interno sono presenti dei veri e propri capolavori. Il soffitto del salone centrale al piano terra è composto da cassettoni decorati, mentre la scala in tufo che conduce al piano superiore, quello nobile, presenta un soffitto anch'esso decorato. Nel salone centrale superiore vi sono decorazioni ad affresco in stile Liberty mentre nei quattro angoli sono presenti altrettanti medaglioni raffiguranti importanti personaggi storici, Giuseppe Verdi, Cristoforo Colombo, Dante Alighieri e l'antico proprietario della villa, il Tomelleri. In una delle stanze al piano nobile è presente un camino lavorato in pietra di Verona, seicentesco. All'ultimo piano era presente la rimessa.

#### Villa Venturi-Carrazzato
L'edificio è di nobile origine, lo confermano gli stemmi di due casati impressi sulle colonne laterali del cancello d'ingresso. La facciata della villa è ricca di raffinate lavorazioni, come l'arco del portone d'entrata o le finiture del balconcino. La struttura della casa è quella delle villa veneta seicentesca, formata dal salone centrale dal quale si accede alle stanze laterali sia al piano terra che a quello nobile. Il secondo piano ospita la rimessa. Un tempo la villa possedeva nella parte antistante uno splendido giardino che terminava a ridosso del fiume Terrazzo, mentre dietro vi erano annessi alcuni fabbricati, tra cui una barchessa ancora oggi visibile.

### Fortificazioni

#### Torre medievale

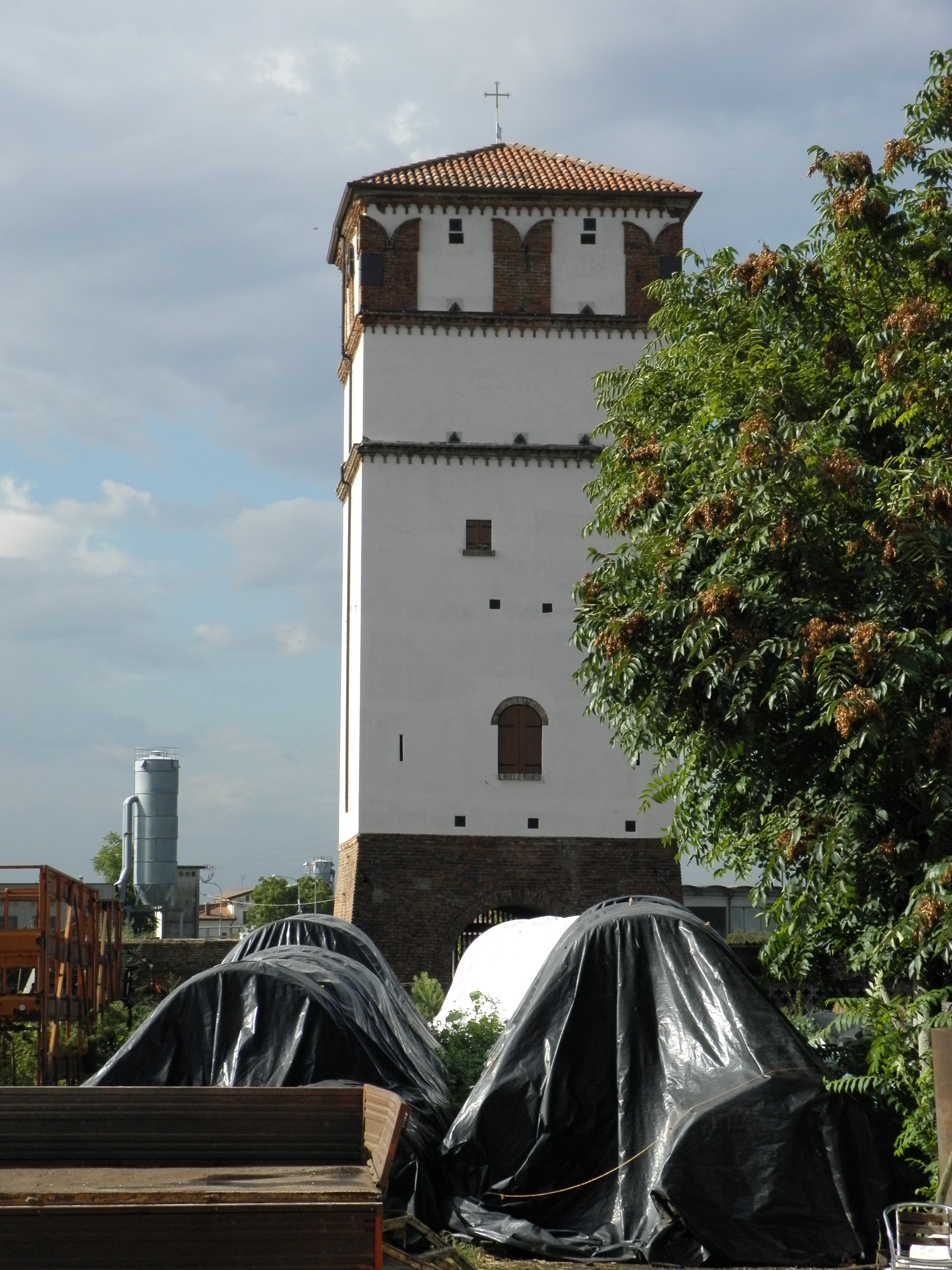
La Torre medievale.

Denominato anche Torazo, sorge all'interno della corte di Villa Bottagisio-Nani Mocenigo e oltre ad essere un edificio storico di rilevata importanza, rappresenta anche il simbolo del paese, riportato nello stemma comunale. Proprio da questa struttura sarebbe derivato il toponimo. Venne costruita agli inizi del XII secolo in difesa del territorio veronese contro quello dei Carraresi di Padova. Nei secoli successivi subì numerosi assalti, ma resistette a tutti. Assunse sempre la funzione di torre di avvistamento e di guardia. Presenta due portoni ad arco che permettono l'entrata e l'uscita dalla corte nella quale sorge, e un tetto a botte (di recente costruzione) che non risalta tuttavia la merlatura di coronamento. Dopo decenni di incuria, durante i quali si sono verificati micro-crolli, tra il 2014 e il 2015 la torre è stata messa in sicurezza e completamente restaurata.

## Società

### Evoluzione demografica
Abitanti censiti

## Cultura

### Manifestazioni
Festa Patronale della Conversione di San Paolo
Il 25 gennaio e i giorni più prossimi
Festa d'estate
A giugno e luglio nel parco comunale
Sagra dell'Addolorata
Terza domenica di settembre a Terrazzo
Presepe Vivente
Da Natale all'Epifania presso il parco comunale
Curiosità 
Il musicista Massimo Bubola è nato a Terrazzo e il piccolo paese è anche il luogo degli efferati omicidi di Gianfranco Stevanin

## Economia
Il comune ha un'attività essenzialmente agricola. Sono presenti coltivazioni estensive e piantagioni di mele con numerose aziende agricole collegate. Negli ultimi anni, con la formazione di una piccola zona artigianale, hanno provato ad inserirsi nel territorio piccole aziende, legate al settore metalmeccanico, del mobile e a quello dell'edilizia.

### Introduzione a Terrazzo della mela
Il primo agricoltore ad importare il frutto nella zona di Terrazzo fu attorno al 1910 Clemente De Togni, che dopo alcuni studi in Svizzera decise che il terreno dei suoi campi di Begosso potevano sostenere la coltivazione delle piante da frutto. In pochi anni trasformò la tendenza agricola della zona da cerealicola a frutticola. Lo sviluppo si concretizzò attorno agli anni sessanta dello scorso secolo e nel comune di Terrazzo sorsero due grandi cooperative collegate alla coltivazione della mela: la S.C.O.B. e la C.O.T.
Nelle campagne di Terrazzo vengono prodotte mele di alta qualità denominata qualità Belfor

### La C.O.T. (Cooperativa Ortofrutticola Terrazzo)
Iniziò a lavorare nel 1967 e raccolse per lo più agricoltori di Terrazzo e di Nichesola. Contava 120 soci per la produzione di oltre 90000 quintali di mele e pere e circa 10000 quintali di altra frutta (susine, albicocche, fragole). Ha ricevuto vari riconoscimenti ed era stata iscritta nella lista delle aziende più innovative del settore ortofrutticolo.

### La S.C.O.B. (Società Cooperativa Ortofrutticola Begosso)
La Società cooperativa venne fondata nel 1962 per commercializzare e conservare al meglio la frutta raccolta. Conta attualmente un centinaio di soci e riesce a conservare e trasformare circa 80000 quintali di frutta ed è dotata di un impianto per la lavorazione e la produzione di frutta sciroppata.

## Amministrazione
Terrazzo fa parte dell'unione di comuni denominata "Unione comunale dall'Adige al Fratta". L'unione è composta da cinque comuni: Bevilacqua, Bonavigo, Boschi Sant'Anna, Minerbe e Terrazzo.
| Periodo     | Periodo     | Primo cittadino   | Partito                   | Carica  | Note   |
| ----------- | ----------- | ----------------- | ------------------------- | ------- | ------ |
| giugno 1985 | maggio 1990 | Giulio Panziera   | Democrazia Cristiana      | Sindaco | [ 6 ]  |
| maggio 1990 | aprile 1995 | Giulio Panziera   | Democrazia Cristiana      | Sindaco | [ 7 ]  |
| aprile 1995 | giugno 1999 | Mauro Ziviani     | Lista civica              | Sindaco | [ 8 ]  |
| giugno 1999 | giugno 2004 | Mauro Ziviani     | Lista civica              | Sindaco | [ 9 ]  |
| giugno 2004 | giugno 2009 | Sabrina Chinaglia | Lista civica              | Sindaco | [ 10 ] |
| giugno 2009 | maggio 2014 | Sabrina Chinaglia | Lega Nord - Liste civiche | Sindaco | [ 11 ] |
| maggio 2014 | maggio 2019 | Simone Zamboni    | Lista civica              | Sindaco |        |
| maggio 2019 | giugno 2024 | Simone Zamboni    | Lista civica              | Sindaco |        |